# BSC Lokomotiv Moskva
BSC Lokomotiv Mosca (russo: ПФК «Локомотив» Москва) è una squadra di beach soccer professionista, associata alla squadra di calcio del Lokomotiv Mosca, con sede a Mosca, in Russia. Il Lokomotiv Mosca è stato cinque volte campione di Russia, quattro volte vincitore della coppa russa e una volta vincitore della Supercoppa russa. A livello internazionale, il Lokomotiv ha vinto tre volte il Mundialito per club (2012, 2017, 2021), record per la competizione, e una volta la Euro Winners Cup (2013).

## Rosa
| N. |                   | Ruolo | Calciatore       |
| -- | ----------------- | ----- | ---------------- |
| 12 | Russia (bandiera) | P     | Andrey Melnikov  |
| 2  | Russia (bandiera) | D     | Yuri Gorchinskiy |
| 4  | Russia (bandiera) | A     | Aleksey Makarov  |
| 7  | Russia (bandiera) | A     | Anton Shkarin    |
| 9  | Russia (bandiera) | A     | Egor Shaykov     |
| 10 | Russia (bandiera) | A     | Mauricinho       |

| N. |                    | Ruolo | Calciatore        |
| -- | ------------------ | ----- | ----------------- |
| 11 | Brasile (bandiera) | A     | Lucão             |
| 15 | Russia (bandiera)  | A     | Nikolay Kryshanov |
| 18 | Russia (bandiera)  | A     | Nikita Safronov   |
| 44 | Brasile (bandiera) | D     | Catarino          |
| 55 | Russia (bandiera)  | A     | Boris Nikonorov   |
| 21 | Russia (bandiera)  | P     | Maksim Chuzhkov   |

Allenatore:  Ilya Leonov